# Studioni (Saràtov)
|  | Per a altres significats, vegeu «Studioni». |

Studioni (en rus: Снежный) és un poble (un possiólok) de l'óblast de Saràtov, a Rússia, segons el cens del 2010 tenia 550 habitants. Pertany al districte municipal de Petrovsk.